# Каслблейкни
Каслблейкни (англ. Castleblakeney; ирл. Gallach) — деревня в Ирландии, находится в графстве Голуэй (провинция Коннахт) у пересечения региональных дорог R359 и R339.